# 斜肩鰓䲁
斜肩鰓䲁（學名：Omobranchus obliquus），為輻鰭魚綱鳚形目䲁科肩鰓䲁屬的一種，分布於印度太平洋區，從尼科巴群島至薩摩亞，北至馬里亞納群島，南至新喀里多尼亞海域，深度0至3公尺，體魚體延長，略側扁，頭短鈍，無冠膜及觸鬚，體色灰色或灰褐色，眼後有一條白色斜線，鰓蓋後部有一個淺棕色至深棕色的斑點，側面有不規則的深棕色條紋或斑點，由狹窄的彎曲白線隔開，雄魚背鰭軟棘部中央有一個暗色斑點，背鰭硬棘11-13枚、背鰭軟條 18-21枚、臀鰭硬棘2枚、臀鰭軟條20-23枚，體長可達5.6公分，棲息在水淺的珊瑚礁、岩礁，雌魚產附著性卵，雄魚有護卵行為，幼魚為浮游性，生活習性不明。